# 大斑锦鱼
大斑锦鱼（学名：Thalassoma janseni）为隆头鱼科锦鱼属的鱼类，俗名詹氏锦鱼。分布于台湾岛等。该物种的模式产地在Manado、苏拉威西岛。